# Пригоріле
Пригоріле (або Погоріле, Прогоріле, пол. Prehoryłe) — село в Польщі, у гміні Мірче Грубешівського повіту Люблінського воєводства. Населення — 349 осіб (2011).

## Історія

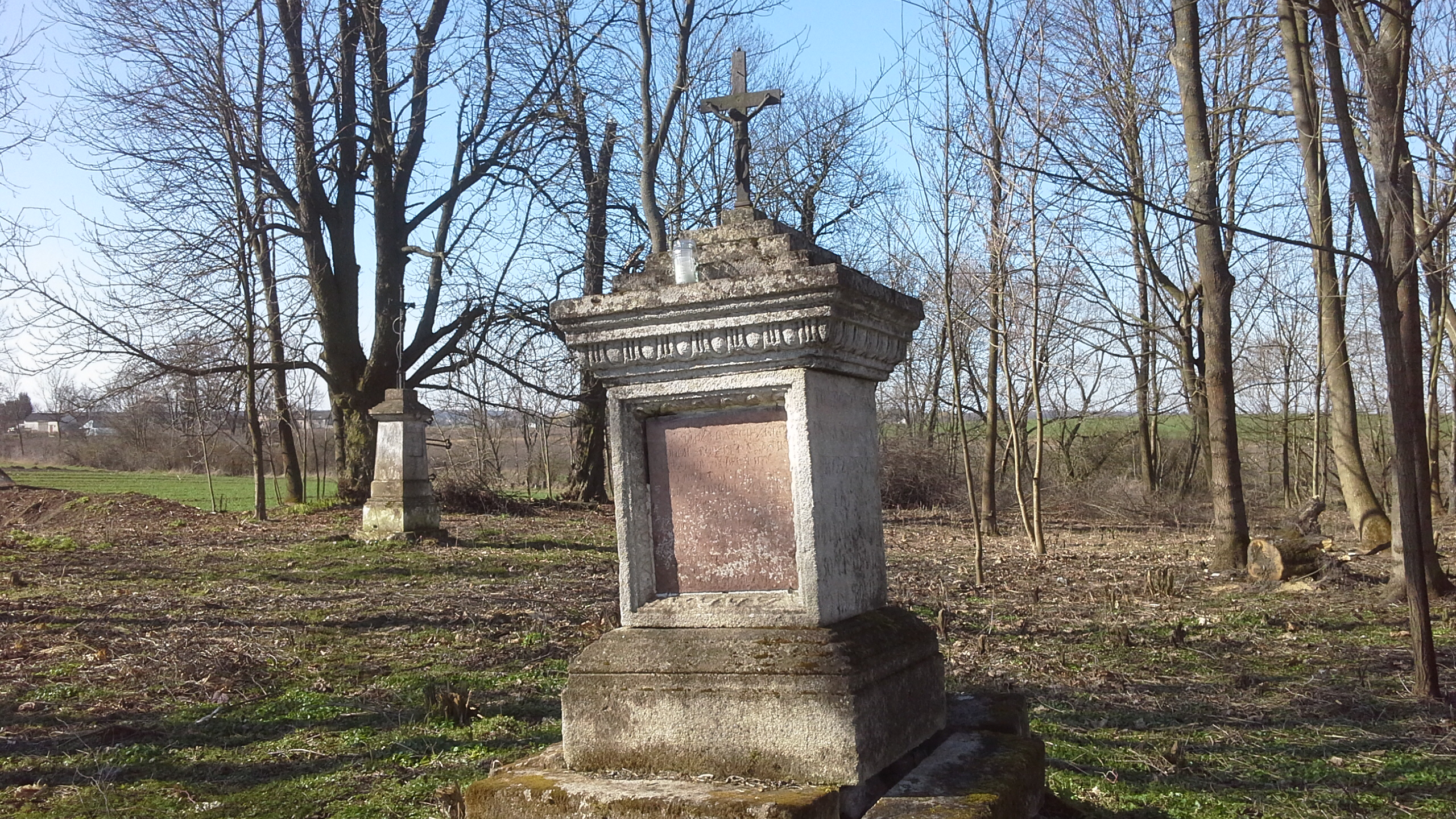
Греко-католицький цвинтар

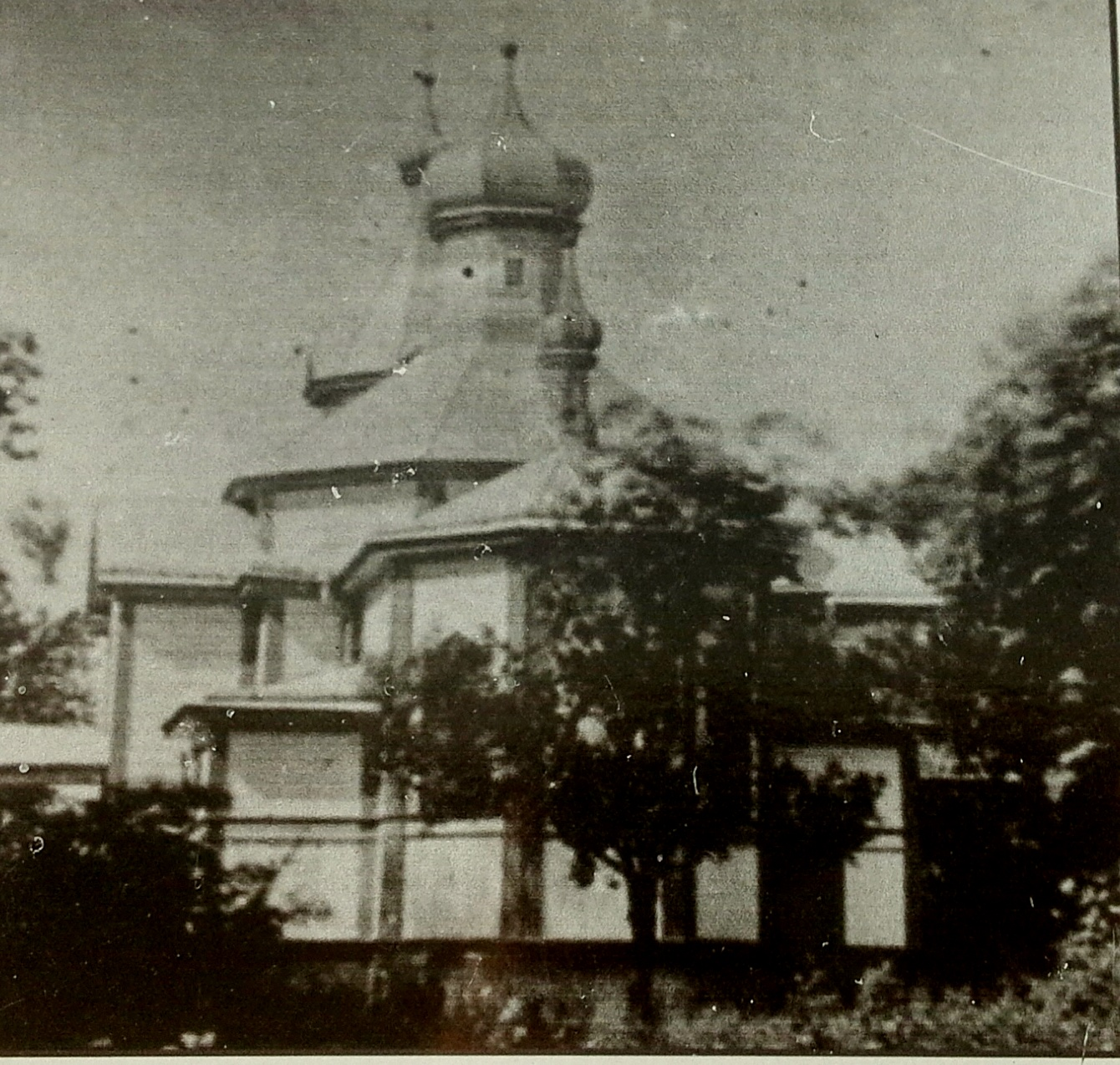
Православна церква, світлина з пам'ятника на цвинтарі

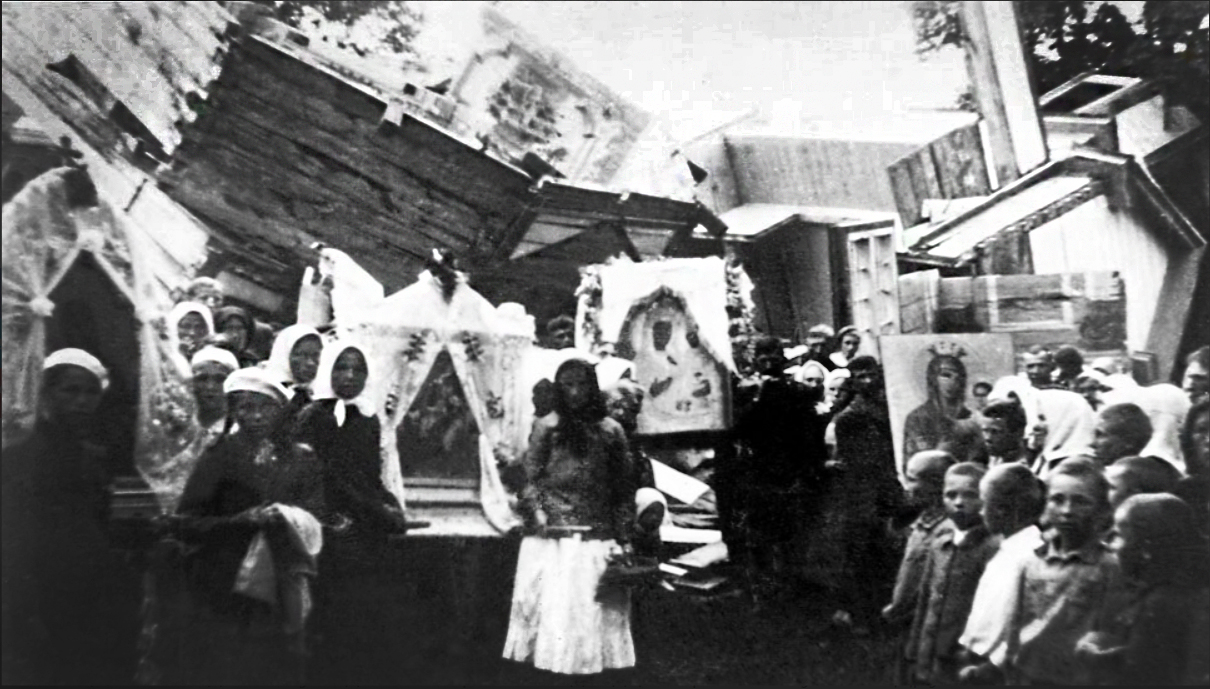
Православні віряни на руїнах церкви, знищеної польською владою 1938 року

За королівською люстрацією 1589 р. до фортеці Крилів Белзького повіту Белзького воєводства належали села Крилів, Пригоріле і Сиховичі та ще налічувалось 11 сіл в околиці.
1632 року вперше згадується церква східного обряду в селі.
У 1827 р. були 112 будинків і 737 мешканців.
Від 1867 до 1936 р. Пригоріле було у складі волості (ґміни) Мірче, з 1936 р. — ґміни Ментке.
Українці села були парафіянами місцевої греко-католицької церкви, яка належала до Холмської єпархії, в 1875 р. її відібрала російська влада і віддала Російській православній церкві.
За переписом 1905 р. у Пригорілому було 1181 десятин землі (чорнозем), 201 будинок і 1432 мешканці (758 православних, 648 римо-католиків і 26 юдеїв). У 1905—1908 рр. за указом царя ті греко-католики, які відмовлялися належати до Російської православної церкви, через заборону греко-католицької церкви перейшли до римо-католицької і стали латинниками, у Пригорілому їх налічувалось 63 особи.
У 1907 р. була зведена нова дерев'яна церква (була філією парафії в Крилові) на місці попередньої дерев'яної.
У 1915 р. перед наступом німецьких військ російською армією спалене село і більшість українців були вивезені вглиб Російської імперії, звідки повертались уже після закінчення війни. Натомість поляків не вивозили.
У 1921 р. польський перепис нарахував 163 будинки і 952 жителі, з них 508 римо-католиків, 417 православних, 27 юдеїв.
Польська влада з метою асиміляції українців 8 червня 1938 р. зруйнувала церкву. Під час Другої світової війни українці відбудували церкву, але після війни поляки її зруйнували.
У 1943—1944 рр. польські шовіністи з Батальйонів хлопських під командуванням майора Станіслава Басая постійно тероризували українське населення села, 8 березня 1944 р. вони спалили обійстя українців і вбили в селі тих, хто не встиг утекти.
16-20 червня 1947 року під час операції «Вісла» польська армія виселила зі села на приєднані до Польщі північно-західні терени 66 українців. У селі залишилося 127 поляків. Ще 13 невиселених українців підлягали виселенню.
У 1975—1998 роках село належало до Замойського воєводства.

## Сучасність
Збереглись прикордонний російсько-австрійський стовп і рештки греко-католицького (з 1875 р. — православного) цвинтаря з найстаршою могилою з 1788 р.

## Населення
Демографічна структура станом на 31 березня 2011 року:
|          | Загалом | Допрацездатний вік | Працездатний вік | Постпрацездатний вік |
| -------- | ------- | ------------------ | ---------------- | -------------------- |
| Чоловіки | 170     | 22                 | 116              | 32                   |
| Жінки    | 179     | 18                 | 84               | 77                   |
| Разом    | 349     | 40                 | 200              | 109                  |

## Особистості

### Народилися
- Всеволод Здун (1907—1999) — український зоолог і паразитолог.